# Zilchogyra paulistana
Zilchogyra paulistana és una espècie de gastròpode eupulmonat terrestre de la família Helicodiscidae.

## Distribució geogràfica
És un endemisme del Brasil.